# 禾塘岭
禾塘岭是中国广东省广州市从化区的一个自然村。在太平镇东面约5.5千米，属飞鹅村管辖。清朝时建村，因位在山峰“禾塘岭”而得名。1998年时，全村人口58人。